# Karl von Boecking
Karl Theodor Jobst Wilhelm Boecking, seit 1864 von Boecking (* 30. April 1817 in Braunschweig; † 1. Juli 1894 in Kassel) war ein preußischer Generalmajor.

## Leben

### Herkunft
Er war der Sohn des preußischen Majors Mathias Leopold Julius Boecking und dessen Ehefrau Henriette Ottina, geborene Eskuch.

### Militärkarriere
Boecking besuchte die Schule in Wolfenbüttel und trat am 21. Juni 1833 als Musketier in das 26. Infanterie-Regiment der Preußischen Armee in Magdeburg ein. Dort wurde er am 13. April 1835 zum Portepeefähnrich ernannt und am 24. September 1835 zum Sekondeleutnant befördert. Boecking diente kurzzeitig als Bataillonsadjutant und war vom 1. April 1845 bis zum 31. Mai 1849 als Adjutant des II. Bataillons im 26. Landwehr-Regiment in Burg tätig. Als Kompanieführer in diesem Bataillon nahm Boecking dann an der Niederschlagung der Revolution in Baden teil.
Vom 14. Februar bis 18. Juli 1850 fungierte Boecking als Platzmajor in Konstanz und war anschließend Kompanieführer beim Ersatzbataillon der 13. Infanterie-Brigade. Boecking kehrte am 1. Dezember 1850 zu seinem Stammregiment zurück, war für drei Monate zur Gewehrfabrik Sömmerda kommandiert und wurde am 10. Mai 1851 zum Premierleutnant befördert. Ab 1. Oktober 1852 war Boecking erneut dem 26. Landwehr-Regiment zugeteilt. Dieses Mal wurde er als Kompanieführer beim I. Bataillon in Stendal verwendet. Zwischenzeitlich zum Hauptmann befördert, war Boecking ab 15. Oktober 1855 für einen Monat als Führer einer kombinierten Landwehrkompanie zur Prüfung des Miniégewehrs kommandiert. Als Chef der 11. Kompanie war er vom 1. März 1856 bis zum 13. September 1860 beim 26. Infanterie-Regiment. Anschließend wurde Boecking mit der Beförderung zum Major in den Stab des 1. Westfälischen Infanterie-Regiments Nr. 13 nach Münster versetzt. Am 10. Februar 1863 folgte seine Ernennung zum Kommandeur des I. Bataillons im 6. Westfälischen Infanterie-Regiment Nr. 55 in Minden. Mit dem Regiment nahm Boecking 1864 während des Krieges gegen Dänemark an den Kämpfen bei Rackebüll, der Belagerung und Erstürmung der Düppeler Schanzen sowie dem Übergang nach Alsen teil.
Wegen seines tapferen Verhaltens vor dem Feind wurde Boecking in den erblichen preußischen Adelsstand erhoben und am 7. Juni 1864 mit dem Roten Adlerorden III. Klasse mit Schwertern ausgezeichnet. Außerdem verlieh ihm Fürst Leopold III. die Militär-Verdienstmedaille. Zwischenzeitlich zum Oberstleutnant befördert, führte Boecking sein Bataillon 1866 im Deutschen Krieg. Er kämpfte bei Wiesenthal, Kissingen, Laufach, Aschaffenburg, Tauberbischofsheim und Gerchsheim. Auch war Boecking an der Beschießung von Würzburg beteiligt. Seine Leistungen in diesem Krieg fanden am 20. September 1866 durch die Verleihung des Kronenordens III. Klasse mit Schwertern seine Anerkennung.
Unter Stellung à la suite beauftragte man Boecking am 9. Januar 1868 mit der Führung des in Danzig stationierten 7. Ostpreußischen Infanterie-Regiments Nr. 44. Zeitgleich mit seiner Beförderung zum Oberst am 22. März 1868 folgte die Ernennung zum Regimentskommandeur. In dieser Funktion führte Boecking sein Regiment 1870 im Krieg gegen Frankreich in den Kämpfen bei Colombey, Noisseville und Metz. Während der Belagerung von Metz wurde er am 4. Oktober 1870 mit der Führung der 1. Infanterie-Brigade beauftragt. Sein Großverband kam bei Amiens zum Einsatz. In die Schlacht bei Saint-Quentin konnten Boeckings Truppen, bestehend aus drei Bataillonen und zwei Batterien, nach einem Gewaltmarsch entscheidend eingreifen. Er kam dabei am rechten Flügel bei Seraucourt zum Einsatz, konnte die bedrängten preußischen Truppen entlasten und die Franzosen aus den stark befestigten Stellungen werfen. Nachdem er bereits vorher mit beiden Klassen des Eisernen Kreuzes ausgezeichnet worden war, erhielt Boecking für diese Leistungen am 24. Februar 1871 den Orden Pour le Mérite. Außerdem wurde er mit dem Komturkreuz II. Klasse des Albrechts-Ordens geehrt.
Nach dem Vorfrieden von Versailles hatte Boecking vom 6. März bis 26. September 1871 die Führung der 3. Infanterie-Brigade inne. Anschließend kehrte er in seine Stellung als Kommandeur des 7. Ostpreußischen Infanterie-Regiments Nr. 44 zurück. Unter Stellung à la suite dieses Regiments wurde Boecking am 11. Juni 1872 zum Kommandeur der 36. Infanterie-Brigade in Rendsburg ernannt und am 22. März 1873 zum Generalmajor befördert. Am 15. September 1874 wurde er unter Verleihung des Roten Adlerordens II. Klasse mit Eichenlaub und Schwertern am Ringe mit der gesetzlichen Pension zur Disposition gestellt.

### Familie
Bocking hatte sich am 28. Juni 1870 in Kassel mit Marta Margarete Luise Henriette von Numers (1849–1921) verheiratet. Die Ehe blieb kinderlos.